# 上古沢駅

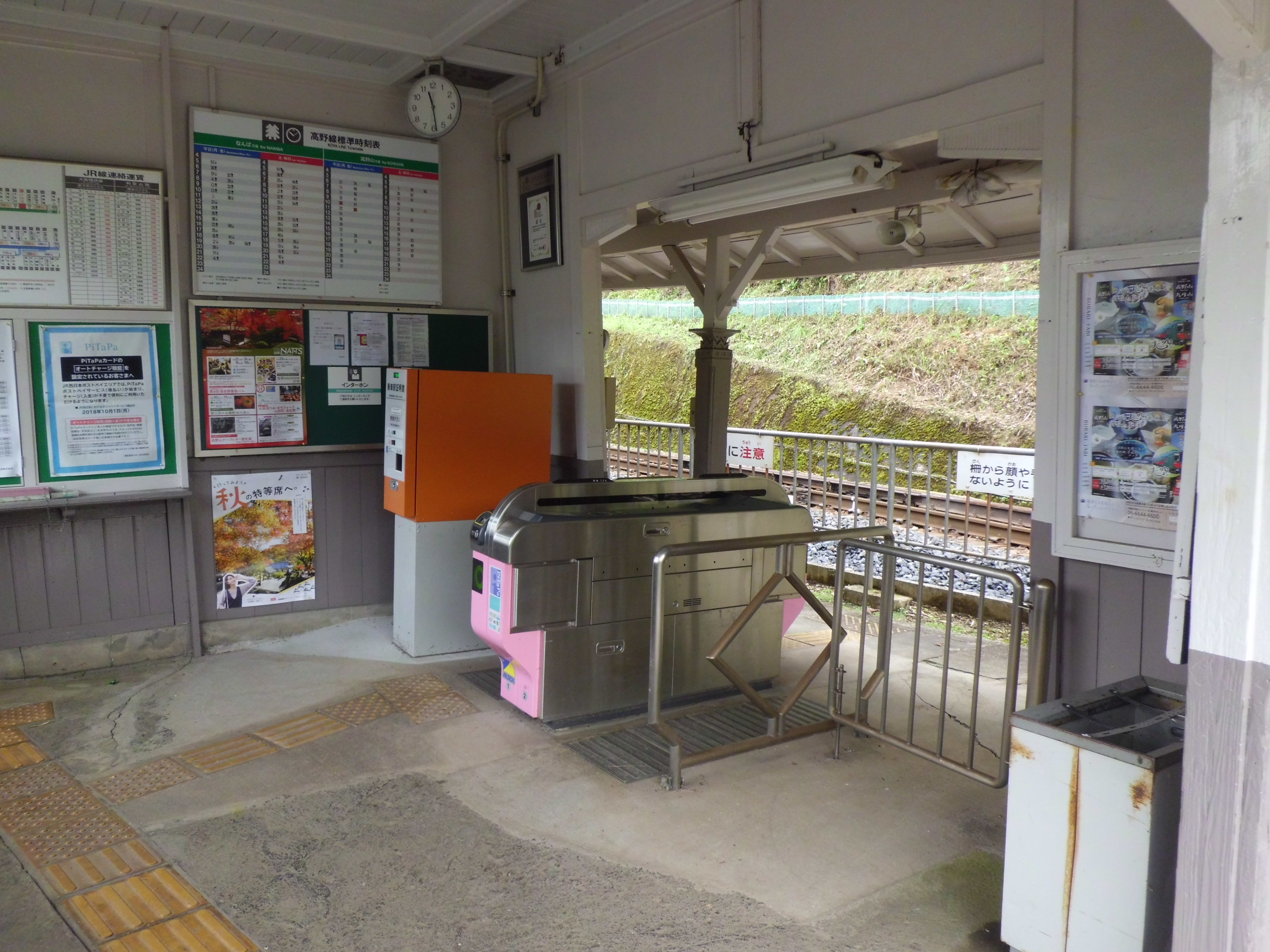
駅舎内部

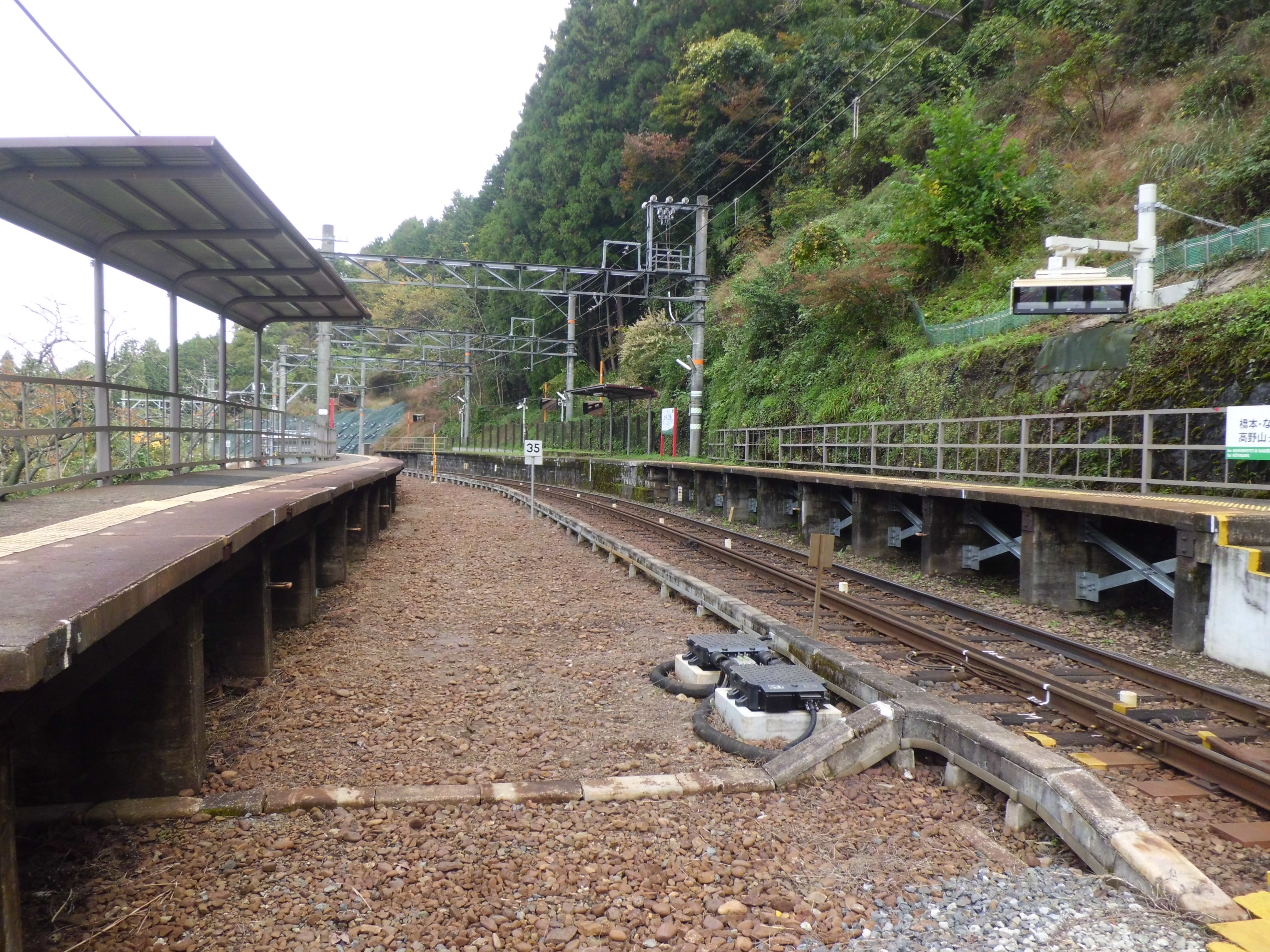
上下線ホームと線路が撤去された旧上りホーム（構内踏切から）

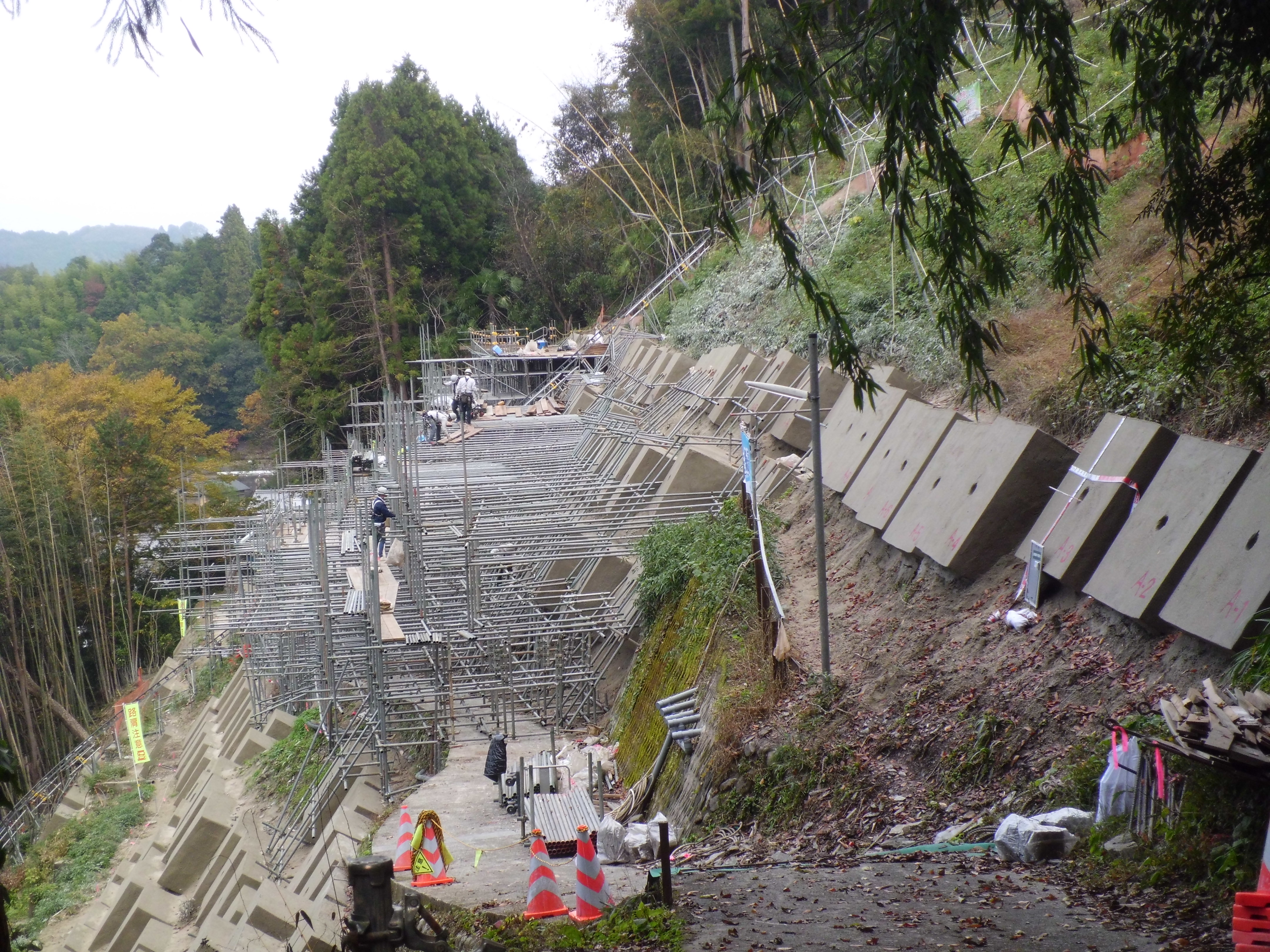
地すべり対策工事（海側斜面）

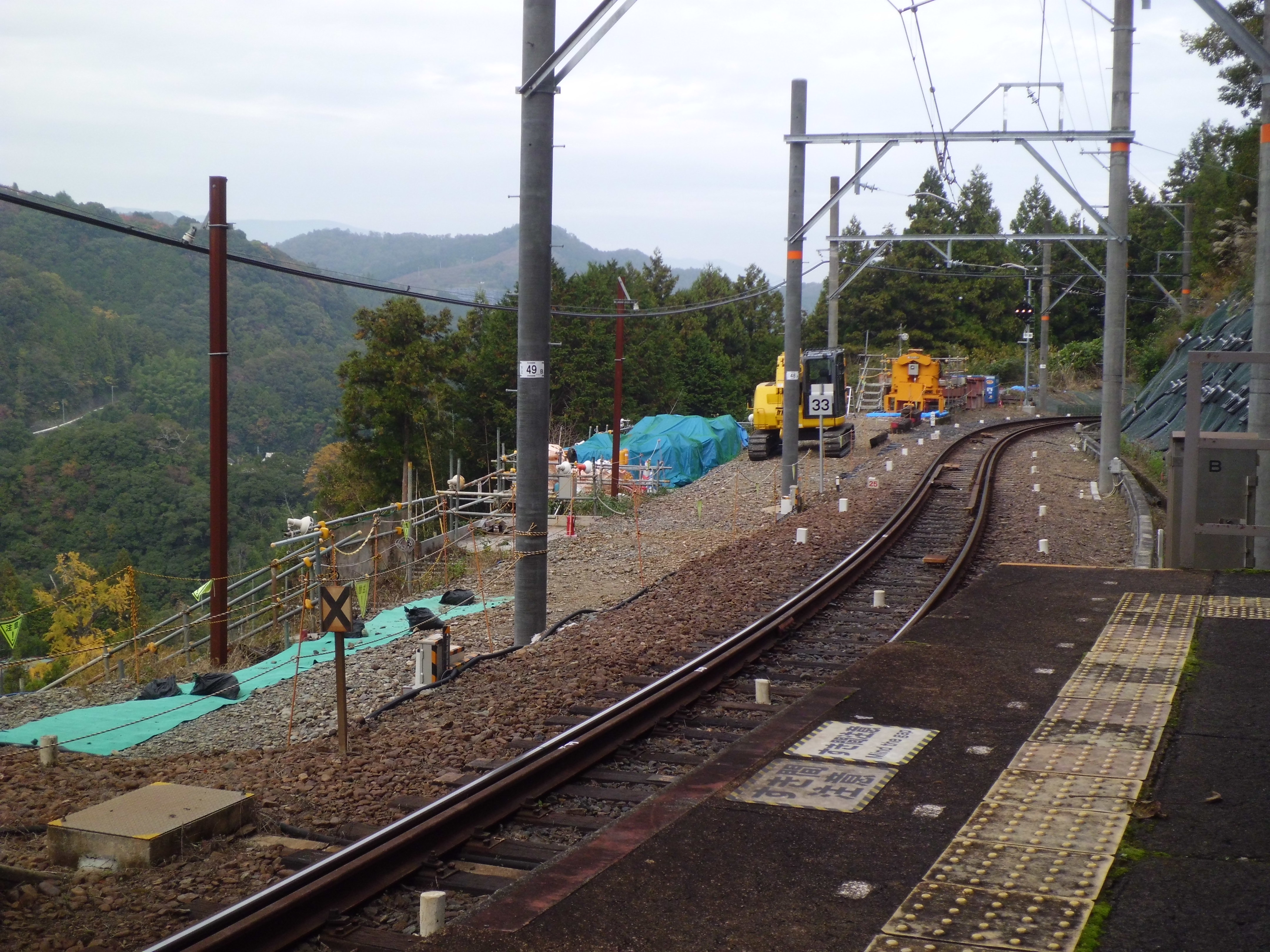
地すべり対策工事（海側）

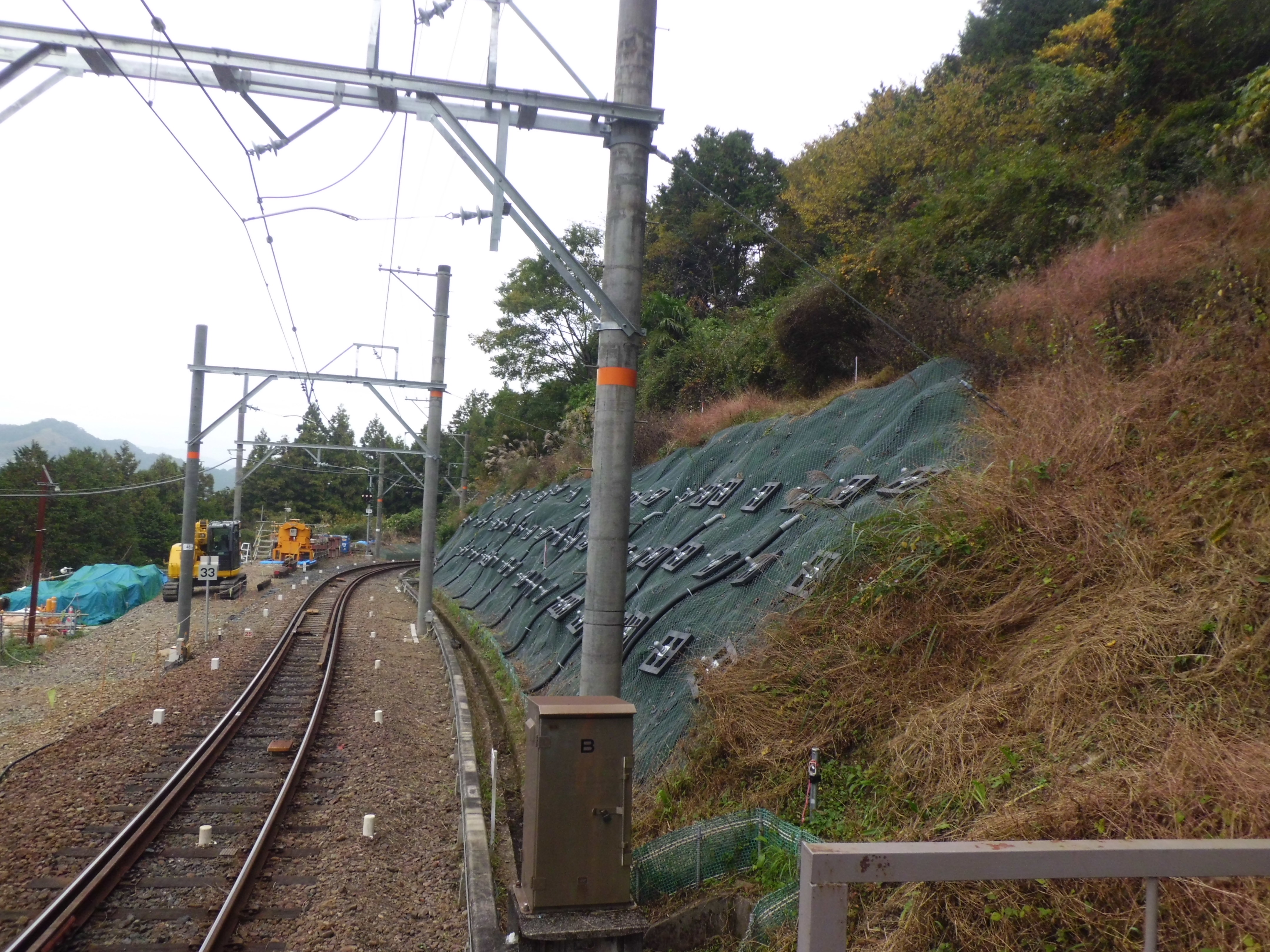
地すべり対策工事（山側）

上古沢駅（かみこさわえき）は、和歌山県伊都郡九度山町大字上古沢にある南海電気鉄道高野線の駅。標高230 m（橋本駅との高低差は+138 m）。駅番号はNK83。

## 歴史
- 1928年（昭和3年）6月18日：高野山電気鉄道が高野下駅 - 神谷駅（現・紀伊神谷駅）間で開業した際に設置[1]。
- 1947年（昭和22年）3月15日：社名変更により、南海電気鉄道の駅となる。
- 2000年（平成12年）10月：駅業務を子会社の南海ビルサービスに委託[2][3]。
- 2009年（平成21年）2月6日：紀伊清水駅、学文路駅、九度山駅、高野下駅、下古沢駅、紀伊細川駅、紀伊神谷駅、極楽橋駅、高野山駅、紀ノ川橋梁、丹生川橋梁、鋼索線とともに近代化産業遺産（高野山参詣関連遺産）に指定される[4][5]。
- 2012年（平成24年）4月1日：駅ナンバリングが導入され、使用を開始[6][7]。
- 2017年（平成29年）10月22日：台風21号の影響により当駅の難波方構内で道床流出及び地すべりが発生[8]し、高野下駅 - 極楽橋駅間が運転見合わせ[8][9]。橋本駅 - 高野山駅間でバス代行輸送を実施[10]。
- 2018年（平成30年）
  - 2月28日：線路故障から早期再開するため、上りホームの使用を休止し、現下りホームに上下列車を発着させ、当駅の行き違い機能を隣の下古沢駅に移設することを発表[11]。
  - 3月31日：線路故障の復旧工事が完了し、始発から高野下駅 - 極楽橋駅間の運転を再開[8][12]。列車行き違い機能を下古沢駅に移設し、上りホームの使用を休止。橋本駅 - 高野山駅間の代行バス輸送も終了する。また、同日より終日駅係員無配置となる。

## 駅構造
単式ホーム1面1線を持つ地平駅である。ホーム有効長は2扉車4両。山岳を経由しているため、ホームは傾斜面上にある。かつては交換設備を有する相対式ホーム2面2線の駅であったが、2017年の台風21号の影響で当駅構内で道床流出、さらには駅西側斜面で地すべりが発生し、高野下駅 - 極楽橋駅間が不通となり、その後2018年3月31日から運転を再開したが、交換設備は隣の下古沢駅に移設され、従来の高野山方面ホームに上下列車を発着させる形で、当駅の交換設備は廃止となった（棒線化）。旧難波方面ホームの線路並びに安全側線は撤去され、ホーム内も立入禁止の鎖がされている。駅舎は旧難波方面ホームの高野山駅寄りにあり、現在の上下線ホームへは構内踏切で連絡している。
終日駅係員無配置のため自動券売機はなく、乗車駅証明書発行機及び遠隔対応装置（インターホン・スピーカー）が設置されている。自動改札機は近隣駅と同じくICカード対応のものが設置されている。
トイレがある。
なお、前述の地すべりについては、南海電鉄が和歌山県などと共同で2021年現在も対策工事を施工中である。

### のりば
| のりば | 路線         | 方向         | 行先         |
| ------ | ------------ | ------------ | ------------ |
| 1      | 高野線       | 下り         | 高野山方面   |
| 1      | 高野線       | 上り         | なんば方面   |
| 2      | （使用停止） | （使用停止） | （使用停止） |

※実際には構内に上記ののりば番号表記はないが、スマートフォン向けアプリ「南海アプリ」では、現在使用しているホームを1番のりばと扱っている。使用を停止している2番のりばが駅舎側のホームである。

## 利用状況
2024年（令和6年）度の1日平均乗降人員は12人で、南海の駅（100駅）では99位である。
| 年度               | 1日平均 乗降人員 | 順位 | 出典                    |
| ------------------ | ---------------- | ---- | ----------------------- |
| 2000年（平成12年） | 67               |      | [ 県統計 1 ]            |
| 2001年（平成13年） | 64               |      | [ 県統計 1 ]            |
| 2002年（平成14年） | 65               |      | [ 県統計 1 ]            |
| 2003年（平成15年） | 52               |      | [ 県統計 1 ]            |
| 2004年（平成16年） | 56               |      | [ 県統計 1 ]            |
| 2005年（平成17年） | 50               |      | [ 県統計 1 ]            |
| 2006年（平成18年） | 50               |      | [ 県統計 1 ]            |
| 2007年（平成19年） | 48               |      | [ 県統計 1 ]            |
| 2008年（平成20年） | 40               |      | [ 県統計 1 ]            |
| 2009年（平成21年） | 39               |      | [ 県統計 1 ]            |
| 2010年（平成22年） | 34               |      | [ 県統計 1 ]            |
| 2011年（平成23年） | 31               |      | [ 県統計 1 ]            |
| 2012年（平成24年） | 28               |      | [ 県統計 1 ]            |
| 2013年（平成25年） | 25               |      | [ 県統計 1 ]            |
| 2014年（平成26年） | 25               |      | [ 県統計 1 ]            |
| 2015年（平成27年） | 19               |      | [ 県統計 1 ]            |
| 2016年（平成28年） | 16               |      | [ 県統計 1 ]            |
| 2017年（平成29年） | 14               | 99位 | [ 県統計 1 ]            |
| 2018年（平成30年） | 14               | 99位 | [ 県統計 1 ] [ 南海 2 ] |
| 2019年（令和元年） | 14               | 99位 | [ 県統計 1 ] [ 南海 2 ] |
| 2020年（令和02年） | 12               | 99位 | [ 南海 2 ]              |
| 2021年（令和03年） | 14               | 99位 | [ 南海 3 ]              |
| 2022年（令和04年） | 17               | 97位 | [ 南海 4 ]              |
| 2023年（令和05年） | 13               | 97位 | [ 南海 4 ]              |
| 2024年（令和06年） | 12               | 99位 | [ 南海 1 ]              |

## 駅周辺
- 古澤厳島神社[15] - 紙産業繁栄の祭事「えびすのお渡り」が開かれる[16]。
- 国道370号
- 中古沢橋梁（トレッスル橋）

※かつて古沢地区の周辺で作られていた高野紙は2014年にユネスコの無形文化遺産に登録された埼玉県の細川紙（小川和紙）の起源とされる。

## 隣の駅
南海電気鉄道
 高野線
■観光列車「天空」
通過
■快速急行・■急行・■各停
下古沢駅 (NK82) - 上古沢駅 (NK83) - 紀伊細川駅 (NK84)

#### 本文中の出典
1. ↑  『地方鉄道運輸開始、官報450号（1928年6月28日）』 - 国立国会図書館デジタルコレクション
2. ↑  “会社概要（沿革） - 南海ビルサービス”.   南海ビルサービス. 2022年11月27日閲覧。
3. ↑  “会社概要（沿革） - 南海ビルサービス”.   南海ビルサービス. 2022年11月27日閲覧。
4. ↑  「近代化産業遺産群 続33」を選定しました（2009年7月17日アーカイブ） - 国立国会図書館Web Archiving Project、2021年8月13日閲覧
5. ↑  都道府県別認定遺産リスト（2009年7月17日アーカイブ） - 国立国会図書館Web Archiving Project、2021年8月13日閲覧
6. ↑  “南海 駅ナンバリング 導入”. 鉄道コム (2012年2月27日). 2023年2月13日時点のオリジナルよりアーカイブ。2023年2月13日閲覧。
7. ↑  “南海電鉄全駅に「駅ナンバリング」を導入します”.   南海電鉄. 2021年10月28日時点のオリジナルよりアーカイブ。2023年2月13日閲覧。
8. 1 2 3 4  “NANKAI 株主通信” (PDF).   南海電鉄株式会社. p. 8 (2018年6月). 2021年8月13日閲覧。
9. ↑  台風第21号による被害状況等について（第4報） （2017/10/24 7:00現在） (PDF)  - 国土交通省
10. ↑  JR線への振替・バス代行輸送のご案内 - ウェイバックマシン（2017年10月30日アーカイブ分）、2021年8月13日閲覧
11. ↑  高野線の運休区間・代行バスについて - ウェイバックマシン（2018年2月28日アーカイブ分）、2021年8月13日閲覧
12. 1 2 3  高野線（高野下駅～極楽橋駅）の運転再開について - ウェイバックマシン（2018年3月26日アーカイブ分）、2021年8月13日閲覧
13. ↑  “令和3年度 管内概況” (PDF).   和歌山県伊都振興局建設部. p. 23. 2021年8月13日閲覧。
14. ↑  “上古沢駅 立体構内図”.   南海電気鉄道. 2023年6月11日閲覧。
15. ↑  “和歌山県神社庁-古澤嚴島神社”.   和歌山県神社庁. 2021年8月13日閲覧。
16. ↑  えびす様がジャンプ披露、和歌山 - ウェイバックマシン（2018年1月22日アーカイブ分）、2021年8月13日閲覧

#### 利用状況の出典
和歌山県公共交通機関等資料集
1. 1 2 3 4 5 6 7 8 9 10 11 12 13 14 15 16 17 18 19 20  “令和元年度和歌山県公共交通機関等資料集” (PDF).   和歌山県企画部地域振興局総合交通政策課. 2021年2月5日時点のオリジナルよりアーカイブ。2021年8月13日閲覧。

南海電気鉄道の1日平均利用客数
1. 1 2 3 4  南海電気鉄道株式会社 (2025年7月). “2025 HAND BOOK NANKAI”. p. 35. 2025年8月8日閲覧。
2. 1 2 3  南海電気鉄道株式会社 (2021年8月). “2021 HAND BOOK NANKAI” (pdf). p. 77. 2022年11月19日時点のオリジナルよりアーカイブ。2022年11月19日閲覧。
3. ↑  南海電気鉄道株式会社 (2022年8月). “2022 HAND BOOK NANKAI”. p. 77. 2022年10月14日時点のオリジナルよりアーカイブ。2022年11月19日閲覧。
4. 1 2  南海電気鉄道株式会社 (2024年7月). “2024 HAND BOOK NANKAI”. p. 57. 2024年9月7日閲覧。